# Editorial
|  | Per a altres significats, vegeu «Editorial (desambiguació)». |

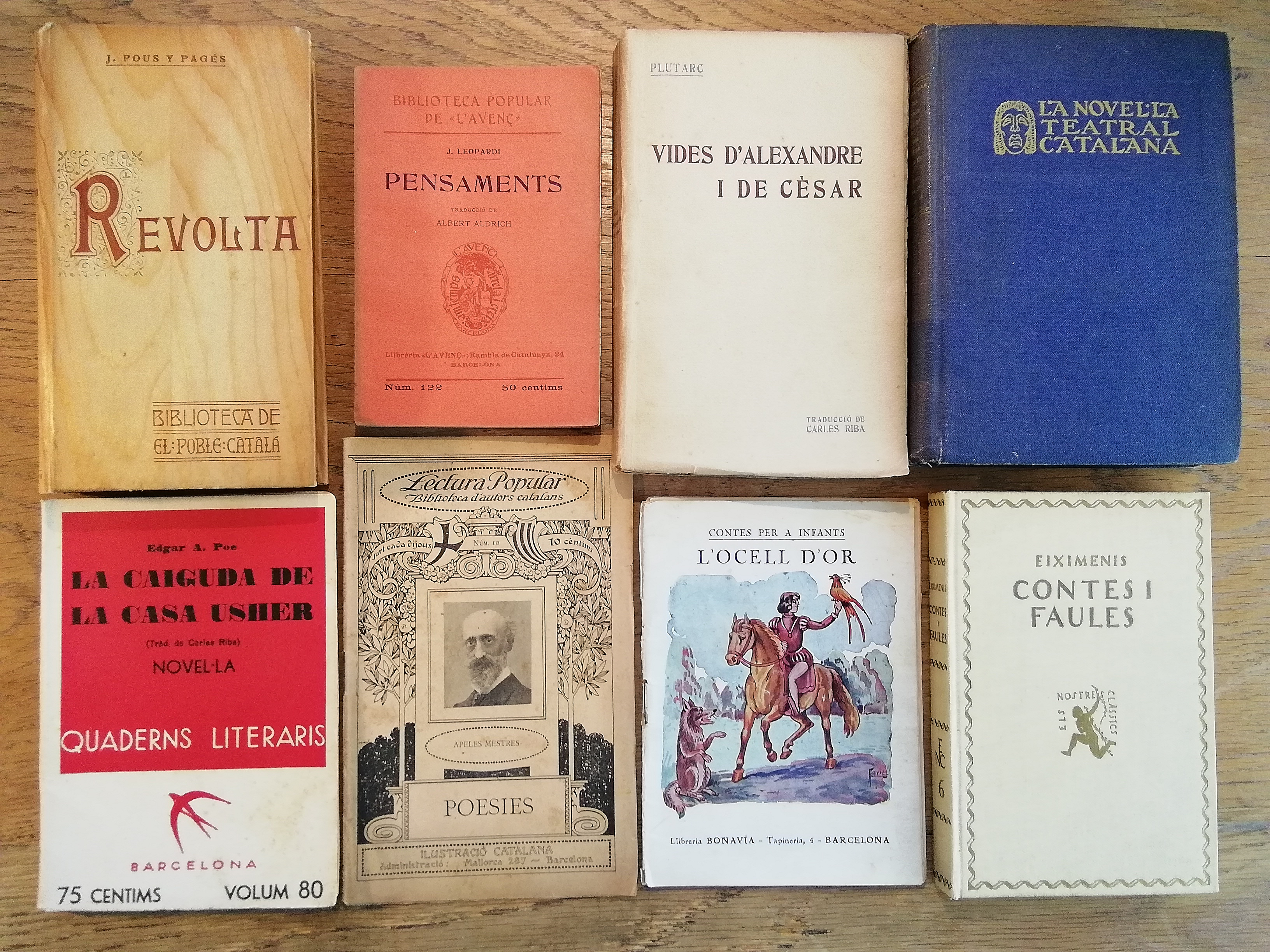
Mostra d'exemplars d'editorials catalanes dels anys 1903 a 1938

Una casa editora, casa d'edició o una editorial (prové de l'anglès "editorial", derivat del llatí "editor, editōris") és una empresa que reprodueix i distribueix texts i altres documents (dibuixos, imatges, fulls de música), principalment per tècniques d'impremta o de difusió per suports electrònics. El tiratge pot anar de la desena d'impressions per a llibres d'art fins a centenars de milers d'exemplars per a diaris o llibres d'èxit, i segons la importància numèrica de la comunitat lingüística.

## Origen de la professió
De l'adveniment de la impremta fins a la industrialització al mig del segle xix, l'ofici d'impressor, de l'editor i del llibreter quasi sempre es trobaven dins d'una i mateixa impresa. A poc a poc l'ofici va escindir-se en tres oficis: d'un costat la producció material i d'un altre costat la comercialització i la distribució i finalment la venda al detall. D'un altre costat, la revolució electrònica condueix una convergència vers l'editorial com a productora de «contingut» multimèdia de qualsevol format: text, música, vídeo o imatge.
Quan es tracta de llibres o de fulls de música, tradicionalment, l'editorial recull l'obra de l'autor, s'encarrega de corregir-la i maquetar-la, dissenya una campanya de promoció i contacta amb llibreries i mitjans per a la seva difusió. L'autor pot dirigir-se directament a l'editorial (on un equip de lectors selecciona les obres per la seva qualitat literària i les seves possibilitats comercials), inscriure's a un concurs que garanteixi la publicació de l'original o recórrer a un agent literari, que fa d'intermediari amb l'empresa i negocia el contracte que protegirà els drets d'autor. L'editorial, un cop ha acceptat el llibre, inicia el procés de producció, amb els professionals corresponents, que s'encarreguen de polir l'estil fins a pensar una coberta adequada. A vegades l'editor suggereix canvis a l'autor per assegurar que l'obra es vengui millor.

## Desmaterialització de l'edició
Dels anys 1994 ençà, l'adveniment de suports de divulgació electrònics va modificar considerablement l'ofici amb diversos formats electrònics (Disc flexible, disc compacte, DVD…) fins a la desmaterialització total de la producció, de la tipografia i la distribució via Internet van considerablement canviar l'ofici de l'editor. La decisió, el 2008 de l'editorial Grup Enciclopèdia Catalana d'abandonar completament l'edició paper de la Gran Enciclopèdia Catalana és emblemàtica d'aquesta evolució.
El llibre electrònic és la fi provisional dels canvis al mester de l'editor. Per publicacions que necessiten una actualització freqüent, l'edició electrònica és mostra més eficaç i econòmica que l'edició paper. A la majoria dels diaris, les dues tècniques coexisteixen. «…el mitjà electrònic és molt més barat que el mitjà escrit […] per què no s'ha de suportar el sempre onerós cost del paper, ni tampoc el de la distribució, dos dels capítols més cars en l'estructura de qualsevol publicació impresa.» També per al llibre sembla que les dues maneres d'editar continuaran cohabitant. Altres prediuen la desaparició del format paper. També el mester de llibreter és en plena evolució per la venda per Internet, l'edició a petició (print on demand) o les impremtes instantànies que imprimeixen i enquadernen automàticament davant el client.
L'adveniment de les tècniques digitals de tipografia i d'impressió canvia el paper econòmic de l'editor. Antigament, la fabricació de la plana per a imprimir (plom o més tard òfset) era una inversió que immobilitzava un capital considerable. Al cas de reimpressió s'havia de recomençar l'operació costosa de composició tota l'operació. Doncs un tiratge massa petit en cas d'èxit era un risc econòmic, tal com un tiratge massa llarg en cas de fracàs. La decisió d'acceptar una obra, de ficció o de no-ficció i d'estimar el tiratge depenia fort del talent i la intuïció de l'editor. La fotocomposició, més fàcil per a reproduir va començar a reduir el risc: el compositor només havia de mecanografiar una vegada el manuscrit. Avui, els autors presenten el seu text en format digital, el que redueix les operacions industrials i el cost per a fer-lo apte a la impressió, tot i en tiratges limitats. Junt amb la professió, el cost de mecanografia va desaparèixer.
Si antigament l'editorial era un mitjancer quasi indispensable a l'autor per tal de poder reproduir i distribuir la seva obra, la desmaterialització de la informació permet a un autor de dirigir-se directament als seus clients o lectors, eventualment amb l'ajuda d'un portal de venda: mai no li restarà un estoc costós d'invenuts. La mateixa evolució, en un estadi avançat, s'observa al cas de les editorials de música. La casa editora roman útil pel seu professionalisme de promoció, de màrqueting i de venda, tècniques que els escriptors o artistes no sempre dominen.
El gremi d'editors de l'Estat Espanyol publicà que fins al 40% dels llibres publicats són tornats a magatzems.

## Editorials dels Països Catalans
Als Països Catalans les editorials es concentren a Barcelona. Secundàriament també n'hi ha a València i Palma i, en menor mesura, a altres ciutats amb tradició cultural o universitària (Girona, Vic, Lleida, Tarragona, Valls, la Seu d'Urgell, Benicarló, Alzira, Castelló de la Plana, Alacant, Perpinyà, etc.), a més d'Andorra la Vella.
Al País Valencià destaca la concentració d'editorials a la Ribera Alta:
- Editorial Germania[11] amb seu a Alzira[12] (Ribera Alta),[10] fundada pel poeta Antoni Martínez Peris[13] el 2000.[14] Ha publicat, entre d'altres, traduccions d'obres de l'anglès, francès i alemany[15] i obres de Manel Alonso i Català.[16] El 2012 el director de l'editorial era el poeta Manel Alonso i Català.[17] L'octubre de 2014 li va aparèixer una escissió anomenada Neopàtria.[18]
- Com a treballs editorials, també sobresurt per exemple, la publicació La Traca fundada l'any 1884 i activa fins a 1938, editada en gran part per l'editor Vicent Miguel Carceller, que també va publicar el setmanari teatral Nostre Teatro, l'any 1921.

Al Principat de Catalunya hi va haver moltes editorials històriques, en destaquen per exemple:
- Tipografia de L'Avenç, existent els anys 1891 a 1915, en sobresurt la col·lecció Biblioteca Popular de L'Avenç.
- La Ilustració Catalana, existent els anys 1880 a 1917, sobresurt la col·lecció literària Lectura Popular Biblioteca d'autors catalans, o la revista Feminal.
- Edicions Proa va néixer a Badalona l'any 1928, sobresurt la col·lecció A tot vent.
- Editorial Catalana, existent de 1917 a 1924, en sobresurt la col·lecció Biblioteca Literària.
- Editorial Barcino creada l'any 1924, en sobresurt la col·lecció Els Nostres Clàssics.